# Šaraj Givati
Šaraj Givati (hebrejsky: שרי גבעתי, v anglickém přepise: Sarai Givaty; 24. června 1982) je izraelská herečka a modelka.
Hrála v několika izraelských a amerických televizních seriálech (např. Kriminálka Las Vegas či My Own Worst Enemy). V nové 8. řadě amerického televizního seriálu Námořní vyšetřovací služba (NCIS) ztvární v několika epizodách novou styčnou důstojnici Mosadu jménem Lijat Tuvja. Žije střídavě v Izraeli a americkém Los Angeles a jejím přítelem je francouzský herec Olivier Martinez.

## Filmografie
| Filmy a televizní seriály | Filmy a televizní seriály  | Filmy a televizní seriály        | Filmy a televizní seriály |
| rok                       | název                      | role                             | poznámky a ocenění        |
| ------------------------- | -------------------------- | -------------------------------- | ------------------------- |
| 2010                      | Námořní vyšetřovací služba | styčná důstojnice Mosadu         |                           |
| 2009                      | The Pilot Wives            | Daniela                          | 125 epizod                |
| 2008                      | My Own Worst Enemy         | ruská agentka                    | epizoda: Breakdown        |
| 2007                      | The Passage                | Zahara                           |                           |
| 2006                      | Kriminálka Las Vegas       | Natal Peled                      | epizoda: Happenstance     |
| 2004                      | Kol Lajla                  | hollywoodská reportérka Stefanie |                           |
| 2003                      | Exit                       |                                  |                           |